# Виссарион (Зорнин)
Виссарио́н (в миру Василий Павлович Зорин или Зорнин; 24 марта [5 апреля] 1878, село Голубцовка, Пензенская губерния — 25 ноября 1937, Бутовский полигон, Московская область) — один из лидеров Григорианского раскола, председатель Временного высшего церковного совета (ВВЦС), до ухода в раскол — епископ Ульяновский.

## Биография
Родился 24 марта (5 апреля) 1878 года в семье священника села Голубцовка Саранского уезда Пензенской губернии (ныне Ромодановский район, Мордовия).
Окончил Нижегородскую духовную семинарию. В 1898 году поступил на правах волонтёра в Казанскую Духовную Академию.
В 1899 году под влиянием ректора академии Антония (Храповицкого) пострижен в монашество. В том же году посвящён во иеродиакона. В 1901 году на последнем курсе Академии посвящён в сан иеромонаха.
В 1902 году окончил Казанскую Духовную Академию со степенью кандидата богословия и правом преподаванием в семинарии.
17 августа 1902 года назначен на должность преподавателя догматического, нравственного и основного богословия в Калужскую духовную семинарию.
20 ноября 1902 года переведен в Александровскую миссионерскую семинарию в Ардоне.
В январе 1903 года назначение было отменено и иеромонаха Виссариона перевели преподавателем гомилетики в Волынскую духовную семинарию. В том же году становится соборным иеромонахом Почаевской лавры.
В декабре 1903 года назначен инспектором семинарии, а в 1905 году назначен ректором с возведением в сан архимандрита.
Активно печатался в Волынских епархиальных ведомостях (в 1905 печатался также под псевдонимом С. А. Г.), ряд его публикаций вышел отдельными оттисками. Покровительствовал открытому в 1907 году в Волынской духовной семинарии «Патриотическому кружку».
С 27 ноября 1909 года — ректор Самарской духовной семинарии, 11 марта 1914 года переведён ректором в Пермскую духовную семинарию.
6 октября 1914 года назначен настоятелем Батуринского Николаевского монастыря Черниговской епархии.
В июле 1916 года освобождён от должности и направлен в распоряжение архиепископа Харьковского Антония (Храповицкого).
С 1917 года служил в Туркестанской епархии: преподавал Закон Божий в Андижанской гимназии, являлся секретарём епархиального совета, настоятелем собора в Аулие-Ате, настоятелем собора в Алма-Ате (Верном), благочинным Алма-Атинского (Верненского) благочиния.
В 1922 году обновленцы отправили архиепископа Ташкентского Иннокентия (Пустынского) в заштат, а на его место, должен был приехать архиерей-обновленец. Не дожидаясь приезда раскольника, на чрезвычайном заседании епархиального совета они избирают архимандрита Виссариона епископом Верненским и Семиреченским, викарием Туркестанской епархии. 24 ноября архиепископ Иннокентий в сослужении с епископом Сергием (Лавровым) совершает наречение архимандрита Виссариона во епископа Ташкентского. Но на следующий день архимандрита Виссариона арестовывают, сам же архиепископ Иннокентий ночью тайно бежал в Москву.
26 сентября 1923 года определён быть епископом Вольским, викарием Саратовской епархии и вскоре был хиротонисан.
4 марта 1924 года получил назначение на Омскую и Павлодарскую епархию, по-видимому, к месту назначения не поехал.
К июлю того же года Патриарх Тихон назначил его епископом Ульяновским.
С прибытием нового епископа в епархию его подчинение стали переходить приходы обновленческого архиепископа Иоанна (Никольского). Обновленческая епархия рассыпалась на глазах, никто уже не считался с её епархиальным управлением. Это очень раздражало архиепископа Иоанна, и тогда вновь посыпались доносы в ГПУ на священников, перешедших в патриаршую Церковь, начались повсеместные столкновения сторонников обновленцев и «тихоновцев».
Ввиду напряжённой обстановки и отсутствия регистрации епископ Виссарион покинул епархию и уехал к себе на родину в Нижегородскую губернию. Управление епархией преосвященный передал в руки благочинных.
22 декабря 1925 года в Московском Донском монастыре, во время удаления митрополита Петра (Полянского), принял участие открылось совещание 10 архиереев под председательством архиепископа Григория (Яцковского), учредившего Временный высший церковный совет. Вместе в другими архиереями, вошедшим в него, 26 января 1926 года был запрещён митрополитом Сергием (Старогородским) в священнослужении вместе с другими деятелями ВВЦС. Запрещению не подчинился.
15 февраля 1926 года епископ Виссарион провёл в Ульяновске собрание духовенства и мирян, признавшее ВВЦС законным органом церковной власти. Однако 14 марта он принёс покаяние перед митрополитом Сергием и был оставлен им на прежней кафедре.
16 февраля 1927 года епископ Виссарион вернулся в юрисдикцию ВВЦС. 23 марта того же года он собрал в Карсуне съезд духовенства и мирян Ульяновской епархии, на которую прибыли 18 клириков и 15 мирян. Епископ Виссарион убедил большинство собравшихся в каноничности ВВЦС. 18 апреля 1927 года он был зарегистрирован в Ульяновском городском административном отделе и приступил к работе.
После возвращения в григорианство епископ Виссарион развил энергичную деятельность вместе с григорианским епископом Можайским Борисом (Рукиным). Прежде всего он позаботился об укреплении своего положения в Ульяновске, где оставшиеся верными митрополиту Сергию не хотели признавать его епископом.
23 марта 1927 года на съезде в городе Корсуни Ульяновской епархии епископ Виссарион убедил большинство съезда в каноничности ВВЦС. Базируясь на том, что в 1923 году он был благословлён в Ульяновск патриархом Тихоном, он, несмотря на сопротивление православной части съезда, добился, чтобы его избрали архиепископом Ульяновским.
Митрополит Мануил (Лемешевский) так характеризует его в тот период:

Еп. Виссарион любил пышные, торжественные богослужения и такие же пышные разъезды по епархии. Эти разъезды иногда были обременительны для народа и вызывали недовольство против архиерея. Но находилось много и таких, кого прельщала эта внешняя торжественность. К тому же еп. Виссарион обладал привлекательной внешностью и умел разговаривать с людьми. Ему удалось сколотить в Ульяновской епархии крепкий костяк из убеждённых григорианцев. Даже в соседнем епархиальном городе — Самаре (Куйбышеве) ему подчинялись две церкви. В Ульяновской же епархии у него имелись два викариатства, управлявшиеся епископами григорианского постановления.

По поручению архиепископа Григория (Яцковского) епископ Виссарион не раз ездил по городам Сибири, когда григорианству там грозила опасность.
Осенью 1927 года был на епархиальном съезде в Барнауле, где резко выступал против митрополта Сергия, называя его тайным обновленцем в вынужденной тихоновской маске, которую он в своё время сбросит.
После отхода от дел архиепископа Григория становится председателем ВВЦС. Всячески старался укрепить своё положение и поддержать падающий авторитет григорианства.
Жил в Донском монастыре, в покоях Патриарха Тихона. Добился своего возведения в сан митрополита Воронежского. Через некоторое время возвел в тот же сан епископа Бориса (Рукина) и архиепископа Иоанникия (Соколовского), а в 1928 году в архиепископа Томского Дмитрия (Беликова).
Чувствуя, как раньше архиепископ Григорий, недостаток в ВВЦС видных иерархов, новый председатель обратился к давно уже известному своими колебаниями архиепископу Дмитрию с предложением занять место в ВВЦС, и получил согласие. Впрочем, видимых результатов это не дало. Григорианство неуклонно клонилось к упадку.
К 1932 году противостояние между председателем ВВЦС митрополитом Григорием (Яцковским) и его заместителем митрополитом Виссарионом достигло наивысшей точки. На весенний пленум 1932 года митрополит Григорий приготовил доклад о лишении сана митрополита Виссариона. Кроме многочисленных случаев превышения власти заместителя председателя ВВЦС, имелись случаи нарушения преосвященным Виссарионом канонических правил. С этим докладом митрополит Григорий предложил поехать архиепископу Челябинскому Петру (Холмогорцеву), однако тот под предлогом болезни отказался. Доклад попал в Москву, но оглашён там не был. 26 апреля 1932 года митрополит Григорий (Яцковский) скончался.
После кончины митрополита Григория место председателя ВВЦС осталось вакантным. Митрополит Виссарион подписывался как заместитель председателя, и это продолжалось более двух лет. Подведомственному духовенству было предписано возносить за богослужениями: «Господина и Отца Нашего Митрополита Московского Виссариона». Секретарские обязанности поочередно исполняли архиепископы Каменский Иннокентий (Бусыгин) и Ростовский Смарагд (Яблонев), но они оба не имели возможности часто бывать в столице, Таким образом, вся власть сосредоточилась в руках митрополита Виссариона, который проживал в помещениях в бывшем Московском Донском монастыре, окружив себя родственниками. С Украины был вызван муж его сестры протоиерей Василий Квятковский и назначен делопроизводителем ВВЦС. Прибыл его брат протоиерей Димитрий Зорнин, досрочно освобожденный из концлагеря, и был устроен настоятелем в одну из московских церквей. На священническое место был принят его племянник Михаил Алмазов. В числе приближенных митрополита Виссариона было немало женщин, среди которых особым доверием пользовалась Елизавета Алексеевна Любимова, бывшая жена другого его племянника.
В декабре 1934 года в Москве состоялся очередной пленум ВВЦС. Митрополит Виссарион был избран председателем ВВЦС. Его заместителем стал митрополит Ростовский Иннокентий (Бусыгин). В состав президиума Совета вошли: митрополит Иоанникий (Соколовский), митрополит Тамбовский Смарагд (Яблонев), архиепископ Свердловский Петр (Холмогорцев) и архиепископ Томский Иероним (Барицкий). «Временный Высший Церковный Совет» был переименован в «Высший Церковный Совет», что свидетельствовало о том, что руководство Совета уже не рассматривало свою деятельность как временную или чрезвычайную. ВЦС отныне мыслился как законный орган церковного управления и как церковно-административный центр, действующий на постоянной основе. Переименование было санкционировано органами государственной власти, зарегистрировавшими изменение в соответствии с существующим законодательством и предоставившими Совету право иметь печать и бланки с новым официальным наименованием.
18-20 апреля 1937 года в московском Донском монастыре под председательством митрополита Виссариона состоялся последний пленум ВЦС, в работе которого приняли участи 7 архиереев. Тем временем, после состоявшегося февральско-мартовского пленума ЦК ВКП(б) начался новый виток гонений на религию. Начались активные аресты клириков и мирян. 30 июля 1937 года нарком внутренних дел СССР Н. И. Ежов издал Оперативный приказ № 00447, согласно которому всем подразделениям НКВД предписывалось начать операцию по массовому репрессированию «активных антисоветских и уголовных элементов». Все республики, все области и края получили свою квоту репрессируемых лиц. В первую очередь под арест подпадали «бывшие», в том числе служители религиозного культа. Чтобы арестовать как можно больше церковных людей, был сфабрикован материал о существовании Всесоюзной антисоветской церковной организации. По мысли разработчиков, организация занималась антисоветской деятельностью, направленной против колхозного строительства, созданием повстанческих групп на случай войны с Советским Союзом и организацией террористических актов в отношении руководителей партии и правительства. Конечной целью организации было свержение советской власти. Во главе её якобы стоял объединённый церковно-политический центр под руководством митрополитов Сергия (Страгородского), Виталия (Введенского) и Виссариона (Зорнина).
Летом 1937 года митрополит Виссарион (Зорнин), наставляя будущего епископа Филарета (Волокитина), говорил: «Положение наше критическое, епархия в упадке, нас преследуют, особенно руководящий состав и епископат. Кадров не хватает, а наших людей всё арестовывают и арестовывают. Большинство епископов арестованы и находятся в ссылке, а оттуда почти никто не возвращается, многие умирают, как например Петр Крутицкий. Но, несмотря, ни на что, нам надо продолжать борьбу, церковь и епархию надо отстаивать, потерянных людей надо заменять новыми, надо готовить ставленников». Вскоре митрополит Виссарион и единомышленные ему архиереи совершили его хиротонию во епископа Можайского, викария Московской епархии. Данная архиерейская хиротония оказалась последней в истории григорианского раскола. 
В августе 1937 году митрополит Виссарион предпринял поездку по Волге в Астрахань. Когда на обратном пути 24 августа пароход сделал остановку в Ульяновске, местное духовенство обратилось к нему с просьбой разыскать митрополита Ульяновского Иоанникия (Соколовского), который уже длительное время находился в отпуске и не подавал о себе вестей. Пообещав разобраться, председатель Высшего церковного совета отбыл в Москву.
Арестован 20 сентября 1937 года. Приговорён тройкой при УНКВД по Московской области 23 ноября 1937 года по обвинению в «антисоветской деятельности» и «активной контрреволюционной пропаганде».
Расстрелян 25 ноября 1937 года на Бутовском полигоне. Реабилитирован в декабре 1989 года.

## Публикации
- Об истинных целях жизни. Почаев, 1906;
- Пастырство и наличная действительность. Почаев, 1904;
- Проект реформы духовной школы. Почаев, 1906;
- Процесс религиозного познания. Почаев, 1907;
- Современная русская изящная литература в её отношении к учению о нравственной деятельности. Почаев, 1905;
- Вл. С. Соловьёв как защитник папства по соч. «Россия и Вселенская церковь». Почаев, 1905;
- Очерк филос. воззрений В. С. Соловьёва. Почаев, 1906;
- Христианский взгляд на театр. Почаев, 1905;
- Язычество как выражение утилитарных и чувственных стремлений человеческой природы. Почаев, 1905;
- Думы после войны. Почаев, 1905;
- «Слово на Новый год» // «Самарские Епархиальные Ведомости» 1910, № 2, неоф. с. 35.
- «Вступительная речь, сказанная воспитанникам Самарской духовной семинарии на молебне перед началом учебных занятий 11 января 1910 года» // «Самарские Епархиальные Ведомости» 1910, № 3, неоф. с. 85.
- «Мысль по поводу 49-й годовщины обнародования Высочайшего манифеста об освобождении крестьян от крепостной зависимости» // «Самарские Епархиальные Ведомости» 1910, № 5, неоф. с. 219.
- Богопознание по учению Священного Писания. А. Ветхий Завет. // «Самарские Епархиальные Ведомости», № 6, неоф. с. 275.
- Богопознание по учению Священного Писания. В. Новый Завет. // «Самарские Епархиальные Ведомости», № 7, неоф. с. 349; 1910, № 9, неоф. с. 505; 1910, № 16, неоф. с. 1031; «Изв. Кав. еп.» 1903, № 3, с. 19.
- «Слово в неделю Православия, сказанное а Самарской кафедральном соборе» // «Самарские Епархиальные Ведомости» 1910, № 7, неоф. с. 343.
- «Слово в Великий Пяток» // «Самарские Епархиальные Ведомости» 1910, № 8, неоф. с. 433.
- «Слово в день Вознесения Господня» // «Самарские Епархиальные Ведомости» 1910, № 11, неоф. с. 653.
- «Речь к окончившим курс семинарии» // «Самарские Епархиальные Ведомости» 1910, № 12, неоф. с. 719.